# Comuna Reveakîne, Putîvl
Reveakîne (în ucraineană Рев'якине) este o comună în raionul Putîvl, regiunea Sumî, Ucraina, formată din satele Mîșutîne și Reveakîne (reședința).

## Demografie
Componența lingvistică a comunei Reveakîne
     Rusă (90,24%)
     Ucraineană (9,76%)
Conform recensământului din 2001, majoritatea populației comunei Reveakîne era vorbitoare de rusă (90,24%), existând în minoritate și vorbitori de ucraineană (9,76%).